# 佐藤誠一郎
佐藤 誠一郎（さとう せいいちろう、1959年1月18日 - ）は日本の実業家、大蔵官僚。セブン&アイ・ホールディングス取締役。

## 来歴
栄光学園高等学校卒業後は1浪し、東京大学文科二類だけ受験し、合格。東京大学経済学部経済学科卒業。 1982年4月 大蔵省入省（主税局調査課）。1987年7月 青梅税務署長。自治省行政局行政課主査、自治省行政局行政課長補佐を経て、1990年 杉井孝主計局主計官（総務課）の下で主計局総務課長補佐（企画）。その後の課長補佐時代は主計局と銀行局を歩む。1996年7月 関東信越国税局査察部長。もともとノンキャリアのポストだったが、杉井大臣官房審議官（銀行局担当）が佐藤のために用意したといわれている。1997年7月 愛知県農林水産振興監。1998年4月1日 愛知県環境部次長。同年4月23日 自治省大臣官房付、大蔵省大臣官房付。1998年4月26日に辞職。2008年12月 セブン&アイ・ホールディングス入社。2014年12月 同社執行役員経営企画部シニアオフィサー。2015年7月 同社取締役。

## 略歴
- 1982年4月：大蔵省入省（主税局調査課）[2]。
- 1985年7月：経済企画庁物価局物価政策課。
- 1987年7月：青梅税務署長。
- 1988年7月：自治省行政局行政課主査。
- 1989年：自治省行政局行政課長補佐。
- 1990年：主計局総務課長補佐（企画）[3]。
- 1991年6月：主計局主計企画官補佐（調整第一、二係主査）。
- 1992年7月：主計局主計官補佐（農林水産第二係主査）。
- 1993年7月：主計局主計官補佐（農林水産第四係主査）。
- 1994年7月：銀行局保険部保険第一課長補佐。
- 1995年6月：銀行局銀行課長補佐。
- 1996年7月：関東信越国税局査察部長。
- 1997年7月：愛知県農林水産振興監。
- 1998年4月1日：愛知県環境部次長。
- 1998年4月23日：自治省大臣官房付。
- 1998年4月23日：大臣官房付。
- 1998年4月26日：辞職。